# Списак генерала Војске Књажевине и Краљевине Црне Горе
У Црној Гори чин бригадира (генерала) црногорске војске формало и институционално је уведен реформама 1880-1881. Законом о устројству војске за Књажевину Црну Гору 1910. је уведен други ниво, чин дивизијар као највиши чин у црногорској војсци.
Први генерали црногорске војске постављени су одмах након увођења чина, а последњи су именовани 1921. године у емиграцији. У том периоду именовани су 55 генерала, укључујући три принца династије Петровић-Његош и три почасна генерала. У црногорском друштву које је било врло специфично, поред војних функција, војна елита често је вршила и највише цивилне службе
После увођења устава према закону о раду скупштине било је предвиђено да књаз Никола из реда бригадира бира пет бригадира као вирилне посланике. Тако су поједини бригадири по одлуци књаза постајали чланови црногорског парламента.

## Списак
Напомена: непотпун списак.
- Јоко Аџић
- Јово Бећир (1870—1942), примљен у Војску Краљевине СХС у чину пуковника.
- Машан Божовић (1858—1920), бригадир. Примљен у Војску Краљевине СХС у чину пуковника.
- Блажо Бошковић (1860—1912)
- Иван Булатовић
- Радомир Вешовић (1871—1938), бригадир. Примљен у Војску Краљевине СХС у чину дивизијског генерала.
- Миро Влаховић
- Лакић Војводић, дивизијар. Примљен у Војску Краљевине СХС у чину дивизијског генерала.
- Марко Вучераковић
- Мијајло Вучинић (1834—1910), дивизијар.
- Милутин Вучинић (1869—1922), дивизијар
- Павле Вујисић
- Тодор Вуковић
- Ђуза Вукотић
- Јанко Вукотић (1866—1927), дивизијар. Примљен у Војску Краљевине СХС у чину дивизијског генерала.
- Милутин Вукотић, бригадир. Примљен у Војску Краљевине СХС у чину пуковника.
- Данило Гатало, бригадир. Примљен у Војску Краљевине СХС у чину пуковника.
- Анто Гвозденовић (1853—1935)
- Лука Гојнић, дивизијар, примљен у Војску Краљевине СХС у чину дивизијског генерала.
- Ђуза Ђурашковић, бригадир. Примљен у Војску Краљевине СХС у чину пуковника.
- Мило Ђурашковић
- Иво Ђуровић
- Машо Ђуровић
- Васо Ивановић
- Настадин Ивановић
- Јоко Јовановић, бригадир. Примљен у Војску Краљевине СХС у чину пуковника.
- Стево Јовићевић (1871—1914), бригадир
- Ђуро Јововић
- Нико Кусовац
- Велиша Лазовић
- Петар Ломпар, бригадир.
- Јово Мартиновић
- Јоко Мартиновић
- Митар Мартиновић (1870—1954), дивизијар. Примљен у Војску Краљевине СХС у чину дивизијског генерала.
- Петар Мартиновић (1881—1940), бригадир. Примљен у Војску Краљевине СХС у чину пуковника, касније постао генерал Војске Краљевине СХС.
- Мило Матановић, бригадир. Примљен у Војску Краљевине СХС у чину пуковника.
- Драгиша Меденица
- Милош Меденица, бригадир. Примљен у Војску Краљевине СХС у чину пуковника.
- Милутин Николић, бригадир. Примљен у Војску Краљевине СХС у чину пуковника.
- Нико Пејановић, бригадир. Примљен у Војску Краљевине СХС у чину пуковника.
- Ђуро Петровић Његош, дивизијар. војвода
- Јован Поповић-Липовац
- Крсто Поповић
- Марко Поповић
- Андрија Раичевић
- Лазар Сочица
- Авро Цемовић
- Ђуро Шоћ

три принца династије Петровић-Његош:
- Данило, дивизијар.
- Мирко, бригадир.
- Петар, бригадир.

У црногорској војсци титулу почасног генерала црногорске војске добило је неколико високих официра страних оружаних снага:
- Александар Константиновић, стари гардијски пуковник српске војске и командант Гарде краља Александра Обреновића. Александар Константиновић био је отац Наталије, супруге принца Мирка Петровића.
- инжењеријски пуковник Боривоје Нешић, некадашњи начелник Географског одјељења Генералштаба српске војске, који је у току Првог свјетског рата био начелник Артиљеријско-инжињеријско-техничког одјељења Врховне комаде црногорске војске у периоду од августа 1914. до краја 1915. године
- канадски пуковник и хирург Федерик Бурнам, који је у току Првог свјетског рата са супругом радио на организовању болничке службе на територији Црне Горе. Касније је унапријеђен у генерала британске војске

## Са титулама сердара и војвода
Међу генералима, сердарску титулу носили су 4 генерала: Јанко Вукотић, Нико Кусовац, Миро Влаховић, а крајем 1915. године та титула је додијељена Машану Божовић.
Титулу војводе носили су: Ђуро Петровић, Мијајло Вучинић, Лакић Војводић, Марко Поповић и Васо Ивановић. Према неким подацима титулом војводе краљ Никола је током емиграције наградио и Ивана Булатовића.

## Галерија
- Боривоје Нешић, као инжењерски пуковник, члан војне мисије у Црној Гори
- Јово Бећир (лево) и Петар Ломпар (у средини) потписују капитулацију црногорске војске 1916.